# XXVI Premis Goya
La XXVIa edició dels Premis Goya (en castellà Premios Anuales de la Academia "Goya") va tenir lloc al Palau de Congressos de la ciutat de Madrid (Espanya) en una cerimònia celebrada el 19 de febrer de 2012 per premiar les pel·lícules espanyoles del 2011.
La presentadora de la gala va ser Eva Hache.
La gran triomfadora de la nit fou No habrá paz para los malvados d'Enrique Urbizu, que amb 14 nominacions aconseguí guanyar 6 premis, entre ells millor pel·lícula, director, actor principal i guió original. La pel·lícula amb més nominacions de la nit, però, fou La piel que habito de Pedro Almodóvar amb 16 candidatures, si bé únicament aconseguí guanyar 4 premis entre ells millor actriu, actor revelació i música. EVA de Kike Maíllo aconseguí 3 premis de les 12 nominacions amb què comptà, seguida de Blackthorn de Mateo Gil amb 11 nominacions i 4 premis, i La voz dormida de Benito Zambrano amb 9 nominacions i 3 premis com a pel·lícules més destacades.

## Nominats i guanyadors
| Millor pel·lícula | Millor director |
| --- | --- |
| - No habrá paz para los malvados - Blackthorn - La piel que habito - La voz dormida | - Enrique Urbizu per No habrá paz para los malvados - Mateo Gil per Blackthorn - Pedro Almodóvar per La piel que habito - Benito Zambrano per La voz dormida                                                                     |
| Millor actor | Millor actriu |
| - José Coronado per No habrá paz para los malvados - Daniel Brühl per EVA - Antonio Banderas per La piel que habito - Luis Tosar per Mientras duermes | - Elena Anaya per La piel que habito - Verónica Echegui per Katmandú, un mirall al cel - Salma Hayek per La chispa de la vida - Inma Cuesta per La voz dormida                                                                   |
| Millor actor secundari | Millor actriu secundària |
| - Lluís Homar per EVA - Raúl Arévalo per Primos - Juanjo Artero per No habrá paz para los malvados - Juan Diego per 23-F: la película | - Ana Wagener per La voz dormida - Pilar López de Ayala per Intruders - Goya Toledo per Maktub - Maribel Verdú per De tu ventana a la mía                                                                                        |
| Millor guió original | Millor guió adaptat |
| - Enrique Urbizu i Michel Gaztambide per No habrá paz para los malvados - Miguel Barros per Blackthorn - Martí Roca, Sergi Belbel, Cristina Clemente i Aintza Serra per EVA - Woody Allen per Midnight in Paris                                                                                  | - Ángel de la Cruz, Ignacio Ferreras, Paco Roca i Rosanna Cecchini per Arrugues - Icíar Bollaín per Katmandú, un mirall al cel - Pedro Almodóvar per La piel que habito - Benito Zambrano i Ignacio del Moral per La voz dormida |
| Millor director novell | Millor disseny de producció |
| - Kike Maíllo per EVA - Paula Ortiz Álvarez per De tu ventana a la mía - Paco Arango per Maktub - Eduardo Chapero-Jackson per Verbo | - Andrés Santana per Blackthorn - Toni Carrizosa per EVA - Toni Novella per La piel que habito - Paloma Molina per No habrá paz para los malvados                                                                                |
| Millor actor revelació | Millor actriu revelació |
| - Jan Cornet per La piel que habito - Marc Clotet per La voz dormida - Adrián Lastra per Primos - José Mota per La chispa de la vida | - María León per La voz dormida - Alba García per Verbo - Michelle Jenner per No tengas miedo - Blanca Suárez per La piel que habito                                                                                             |
| Millor pel·lícula estrangera de parla hispana | Millor pel·lícula estrangera |
| - Un cuento chino de Sebastián Borensztein ( Argentina) - Boleto al paraíso de Gerardo Chijona Valdés ( Cuba) - Miss Bala de Gerardo Naranjo ( Mèxic) - Violeta se fue a los cielos d'Andrés Wood ( Xile)                                                                                        | - The Artist de Michel Hazanavicius ( França) - Jane Eyre de Cary Fukunaga ( Regne Unit) - Melancholia de Lars von Trier ( Dinamarca) - Un déu salvatge de Roman Polanski ( França)                                              |
| Millor fotografia | Millor muntatge |
| - Juan Ruiz Anchía per Blackthorn - Arnau Valls Colomer per EVA - José Luis Alcaine per La piel que habito - Unax Mendia per No habrá paz para los malvados | - Pablo Blanco Somoza per No habrá paz para los malvados - David Gallart per Blackthorn - Elena Ruiz per EVA - José Salcedo per La piel que habito                                                                               |
| Millor direcció artística | Millor vestuari |
| - Juan Pedro de Gaspar per Blackthorn - Laia Colet per EVA - Antxón Gómez per La piel que habito - Antón Laguna per No habrá paz para los malvados | - Clara Bilbao per Blackthorn - Paco Delgado per La piel que habito - María José Iglesias García per La voz dormida - Patricia Monné per No habrá paz para los malvados                                                          |
| Millor so | Millor musica original |
| - Licio Marcos de Oliveira i Nacho Royo-Villanova per No habrá paz para los malvados - Dani Fontrodona, Marc Orts i Fabiola Ordoy per Blackthorn - Jordi Rossinyol Colomer, Oriol Tarragó i Marc Orts per EVA - Iván Marín, Marc Orts i Pelayo Gutiérrez per La piel que habito                  | - Alberto Iglesias per La piel que habito - Lucio Godoy per Blackthorn - Evgeni Galperine i Sacha Galperine per EVA - Mario de Benito per No habrá paz para los malvados                                                         |
| Millor maquillatge i perruqueria | Millors efectes especials |
| - Karmele Soler, David Martí i Manolo Carretero per La piel que habito - Ana López-Puigcerver i Belén López-Puigcerver per Blackthorn - Concha Rodríguez i Jesús Martos per EVA - Montse Boqueras, Nacho Díaz i Sergio Pérez per No habrá paz para los malvados                                  | - Arturo Balseiro i Lluis Castells per EVA - Raúl Romanillos i David Heras per Intruders - Reyes Abades i Eduardo Díaz per La piel que habito - Raúl Romanillos i Chema Remacha per No habrá paz para los malvados               |
| Millor cançó original | Millor curt de ficció |
| - Carmen Agredano per La voz dormida (Nana de la hierbabuena) - Paul Ortiz i Pachi García per De tu ventana a la mía (Debajo del limón) - Jorge Pérez Quintero, Borja Jiménez Mérida i Patricio Marín Díaz per Maktub (Nuestra playa eres tú) - Pascal Gaigne i Ignacio Fornés per Verbo (Verbo) | - El barco pirata de Fernando Trullols - El premio d'Elías León Siminiani - Matar a un niño de César i José Esteban Alenda - Meine Liebe de Laura Pousa i Ricardo Steinberg                                                      |
| Millor pel·lícula d'animació | Millor curt d'animació |
| - Arrugues d'Ignacio Ferreras - Carthago Nova de Jose María Molina - Papa, sóc una zombi de Ricardo Ramón i Joan Espinach - The little Wizard. O mago Dubidoso de Roque Cameselle | - Birdboy de Pedro Rivero i Alberto Vázquez - Ella de Juan Montes de Oca - Zeinek gehiago iraun de Gregorio Muro - Rosa de Jesús Orellana                                                                                        |
| Millor documental | Millor curt documental |
| - Escuchando al juez Garzón, d'Isabel Coixet - 30 años de oscuridad, de Manuel H. Martín - El cuaderno de barro d'Isaki Lacuesta - Morente. El barbero de Picasso d'Emilio Ruiz Barrachina | - Regreso a Viridiana de Pedro González Bermúdez - Lala d'Esteban Crespo García - Nuevos tiempos de Jorge Dorado - Virgen Negra de Raúl de la Fuente                                                                             |
| Goya d'honor | |
| - Josefina Molina (directora) | |